# Lyncestis metaleuca
Lyncestis metaleuca là một loài bướm đêm trong họ Erebidae.